# رون وليامز (رجل أعمال)
رون وليامز (بالإنجليزية: Ron Williams) هو شخصية أعمال أمريكي، ولد في 1949 في شيكاغو في الولايات المتحدة.

## وصلات خارجية
- الموقع الرسمي
- رون وليامز على موقع إن إن دي بي (الإنجليزية)